# Будинок Майкапара (Таганрог)
- | Зовнішні зображення | Зовнішні зображення            |
| ------------------- | ------------------------------ |
|                     | Переулок Італійський будинок 6 |

Будинок Майкапара — кутова будівля, зведена у другій половині XIX століття в місті Таганрозі Ростовської області. Розташовується за адресою Італійський провулок, 6 та по вулиці Петровського, 59.

## Історія
Триповерховий цегляний будинок на розі Петровської вулиці та Італійського провулку в місті Таганрозі побудований у 1872 році на кошти купців Майкапаров. У 1915 році будинок оцінювався також, як і Палац Алферакі, в 70 тисяч рублів. Купці будували будівлі з метою влаштування в ньому торгівлі мануфактурою, музичними товарами, меблями та ін. Передбачалося відкрити тут також взуттєві, галантерейні, господарські магазини. Самі Майкапари більше відомі тим, що членом їх сім'ї був композитор Самуїл Мойсейович Майкапар, автор навчальних посібників для музичних навчальних закладів. П'єси Майкапара «Мініатюри» і «Бірюльки» входять у шкільну програму. Композитор написав для дітей близько 200 музичних творів.
В кінці XIX століття будівлю куплено Яковом Михайловичем Серебряковим. Після смерті Серебрякова власником будинку до 1925 року став його син Георгій. В цей час з Петровської вулиці в будинку було дві вхідні двері, одна з них вела в книжковий магазин, з двох сторін від неї були влаштовані дві вітрини.
У цьому будинку в 1882 році відкритий перший в Таганрозі магазин нотної і музичної літератури, що належить А.І. Краснеру. У травні 1882 року в 9 годин вечора після закриття магазину в ньому сталася пожежа, в якій згоріла вся література. Цей магазин пізніше відійшов Г. Б. Городецькому, який продав його в 1910 році К.В. Василевському. В магазині продавалися художні, технічні книги, навчальна література для училищ і шкіл, наочні посібники, картини, портрети письменників. У магазині можна було підписатися на періодичні видання і купити театральні квитки.
У цьому ж будинку був магазин «Прогрес», у якому продавали зброя, мисливські приналежності, фільтри «Дельфін» та ін. Магазин належав купцю Г.В. Негло.
В роки радянської влади на першому поверсі будинку працювали магазини «Горкультмага», пізніше — магазин книжкового відділу державного видавництва («КОГИЗ»). З 1935 року з боку Італійського провулка тут був карний розшук. У підвалах будівлі тримали в'язнів, на верхніх поверхах розміщувалася контора нотаріуса.
У роки Другої світової війни, під час німецької окупації міста у листопаді 1941 року підірваний будинок біля кінотеатру «Рот-Фронт», в ньому була німецька комендатура, біржа праці і їдальня для офіцерів. Після цього в будинок по Італійському провулку перевели біржу праці, пізніше тут розміщувалися райкоми партії і ВЛКСМ Ленінського райкому Таганрога.
У 2000-ті роки в будівлі знаходилася архітектурно-планувальна майстерня, що розробляла документацію для інших дрібних організацій, дім книги, магазин з продажу одягу за каталогами з Франції та Італії.

## Опис
Триповерхову цегляну будівлю з Італійської провулку б. 6 скошено в його кутовій частині. На розі будинку і в його лівій частині влаштовані входи в будівлю. Вікна на першому поверсі обрамляють прості пілястри. Будівля має міжповерхові карнизні пояси, що увінчує карниз. Вікна другого поверху мають декоративні сандрики.
Будівля є пам'ятнкою архітектури, історії і культури.